# Platja de l'Albufereta
La platja de l'Albufereta és una platja de sorra fosca i aigües calmades. Es troba al nord-est de la ciutat d'Alacant (País Valencià) en la zona urbana del barri de l'Albufereta i disposa de serveis al llarg de l'època d'estiu. Hi ha també un vessament d'aigües pluvials per la desembocadura del barranc del Juncaret.

## Geomorfologia
Els estudis de la sorra calcària s'han vinculat amb el pleistocè en trobar-hi mol·luscs de l'espècie strombus bubonius. Dels segles XVIII al XIX a l'espai hi havia una albufera amb una platja de 500 metres de llarg i 50 d'ample. El contacte de la depressió amb el mar no ha estat permanent.
La construcció de dics laterals van modificar la morfologia inicial de l'espai, però va ser el 1928 amb les obres per fer un canal de drenatge que l'Albufereta es va dessecar totalment. La inundació del 1967 va ser el motiu pel qual es van construir nous murs.